# 낮손님
《낮손님》(Mr. Daytime)은 2020년 공개된 대한민국의 영화이다.

## 배역
주연
- 박세민 : 수민 역
- 정지혜 : 경숙 역
- 이백길 : 남근 역
- 이채담 : 은하 역

조연
- 주용필 : 남 손님 1 역
- 김정연 : 여학생 1 역
- 김민경 : 여학생 2 역
- 단야 : 여학생 3 역
- 김보성 : 근육 남 역

## 기타
- 제작사 :  박세민무비프로덕션
- 배급사 :  시네마 뉴원